# Condado de Custer (Oklahoma)
El condado de Custer (en inglés: Custer County), fundado en 1891, es un condado del estado estadounidense de Oklahoma. En el año 2000 tenía una población de 26.142 habitantes con una densidad poblacional de 10 personas por km². La sede del condado es Arapaho.

## Geografía
Según la Oficina del Censo, el condado tiene un área total de 2595 km² (1001,9 mi²), de la cual 2555 km² (986,5 mi²) es tierra y 40 km² (15,4 mi²) es agua.

## Demografía
En fecha censo de 2000, había 26.142 personas, 10.136 hogares, y 6.578 familias que residían en el condado.
En el 2000 la renta per cápita promedia del condado era de $ 28,524 y el ingreso promedio para una familia era de $37,247. El ingreso per cápita para el condado era de $15,584. En 2000 los hombres tenían un ingreso per cápita de $27,066 frente a $19,479 para las mujeres. Alrededor del 18.50% de la población estaba bajo el umbral de pobreza nacional.

## Condados adyacentes
- Condado de Dewey (norte)
- Condado de Blaine (este)
- Condado de Caddo (sureste)
- Condado de Washita (sur)
- Condado de Beckham (suroeste)
- Condado de Roger Mills (oeste)

## Ciudades y pueblos
- Arapaho
- Butler
- Clinton
- Custer City
- Hammon
- Indianapolis
- Thomas
- Weatherford

## Principales carreteras
- Interestatal 40
- U.S. Highway 183
- Carretera Estatal 33
- Carretera Estatal 44
- Carretera Estatal 47
- Carretera Estatal 54
- Carretera Estatal 73